# هندریک بونمان

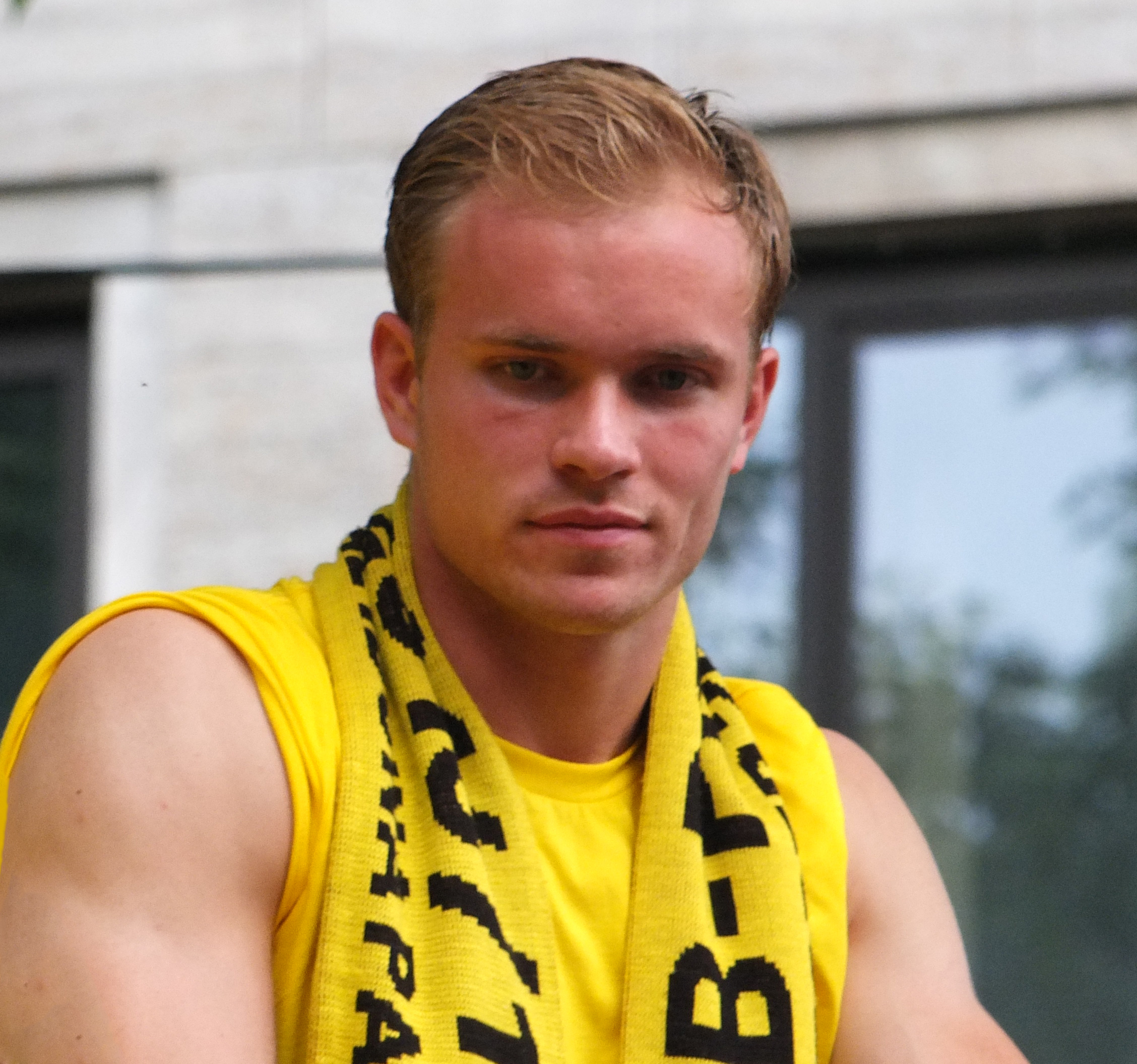
هندریک بونمان - ۲۰۱۷

هندریک بونمان (انگلیسی: Hendrik Bonmann؛ زادهٔ ۲۲ ژانویهٔ ۱۹۹۴) بازیکن فوتبال اهل آلمان است.
از باشگاه‌هایی که او در آن بازی کرده‌، می‌توان به باشگاه فوتبال روت‌وایس اسن و باشگاه فوتبال بروسیا دورتموند اشاره کرد.